# 耶日·卡奇马雷克
耶日·卡奇马雷克（波蘭語：Jerzy Kaczmarek，1948年1月8日—），生于卢布斯科，波兰男子击剑运动员，他曾获得1972年夏季奥运会击剑比赛男子花剑团体金牌。他也获得过三枚世界击剑锦标赛银牌。